# Lkamtci'nEmux
Lkamtci'nEmux (Lytton band), jedna od glavnih podskupina Thompson ili Ntlakyapamuk Indijanaca u unutrašnjosti Britanske Kolumbije, Kanada, u blizini Lyttona i okolice. Godine 1904. brojno stanje iznosilo im je 463 na agenciji Kamloops-Okanagan. Swanton navodi njihova sela locirana u području rijeka Fraser¹ i Thompson², viz: Anektettim¹, Cisco¹, Kittsawat (kod Lyttona), Natkelptetenk¹, Nchekchekokenk¹, Nehowmean¹, Nikaomin, Nkoikin¹, Nkya¹, Noot¹, Npuichin¹, Ntlaktlakitin¹ (na Kanaka Bar), Staiya¹, Stryne¹, Tlkamcheen² i Tuhezep¹.